# Cafetera d'èmbol

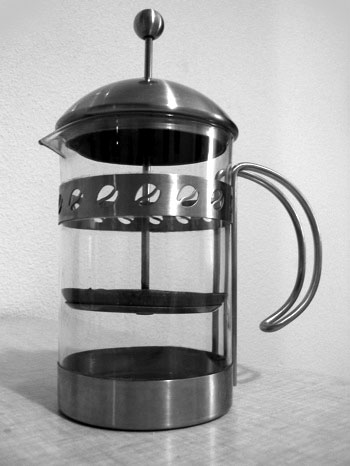
Cafetera d'èmbol.

La cafetera de pistó, cafetera d'èmbol o cafetera francesa és un dispositiu simple per elaborar cafè o te i sol proporcionar cafè més fort que el d'altres cafeteres. Segurament inventat a França a la dècada de 1850, però patentat per primera vegada pel dissenyador italià Attilio Calimani, el 1929, qui va elaborar millores en els anys següents.

## Descripció i funcionament
La cafetera de pistó té una forma exterior molt similar a la d'un pistó o èmbol que llisca sobre una superfície cilíndrica de vidre o plàstic, sol tenir una nansa perquè pugui abocar-se el contingut del seu interior a una tassa quan es consideri llest. L'èmbol té una espècie de filtre de niló, goma o alumini capaç de deixar passar només l'aigua i no els pòsits de cafè.
El funcionament d'aquest tipus de cafetera és senzill: es diposita en el fons aigua molt calenta juntament amb la mescla molta de cafè (10 grams de cafè molt per cada 180 ml d'aigua) i es deixa reposar uns minuts (l'ideal és que l'aigua aconsegueixi els 93º celsius, temperatura ideal per a l'extracció del cafè). El sabor de la beguda és agre si l'extracció és per sota d'aquesta temperatura (atès que les primeres substàncies a dissoldre's són els àcids del gra de cafè) i amarg si és per sobre d'aquesta temperatura. El temps de repòs és de 4 minuts, però depenent del cafè i dels gustos pot variar entre cinc i deu minuts (el sabor de la beguda és més amarg com més temps es deixi reposar; ja que els grans es dissolen més cada minut). En aquest procés inicial s'ha deixat el pistó situat en la part superior, la mescla d'aigua i cafè es troba en el recinte A de la figura.
Després d'haver passat el temps d'infusió s'estreny el pistó i l'èmbol baixa separant l'aigua amb la dissolució de cafè en la part superior C i deixant els pòsits (o restes) del cafè en la part inferior B.